# 한국의 반중 정서

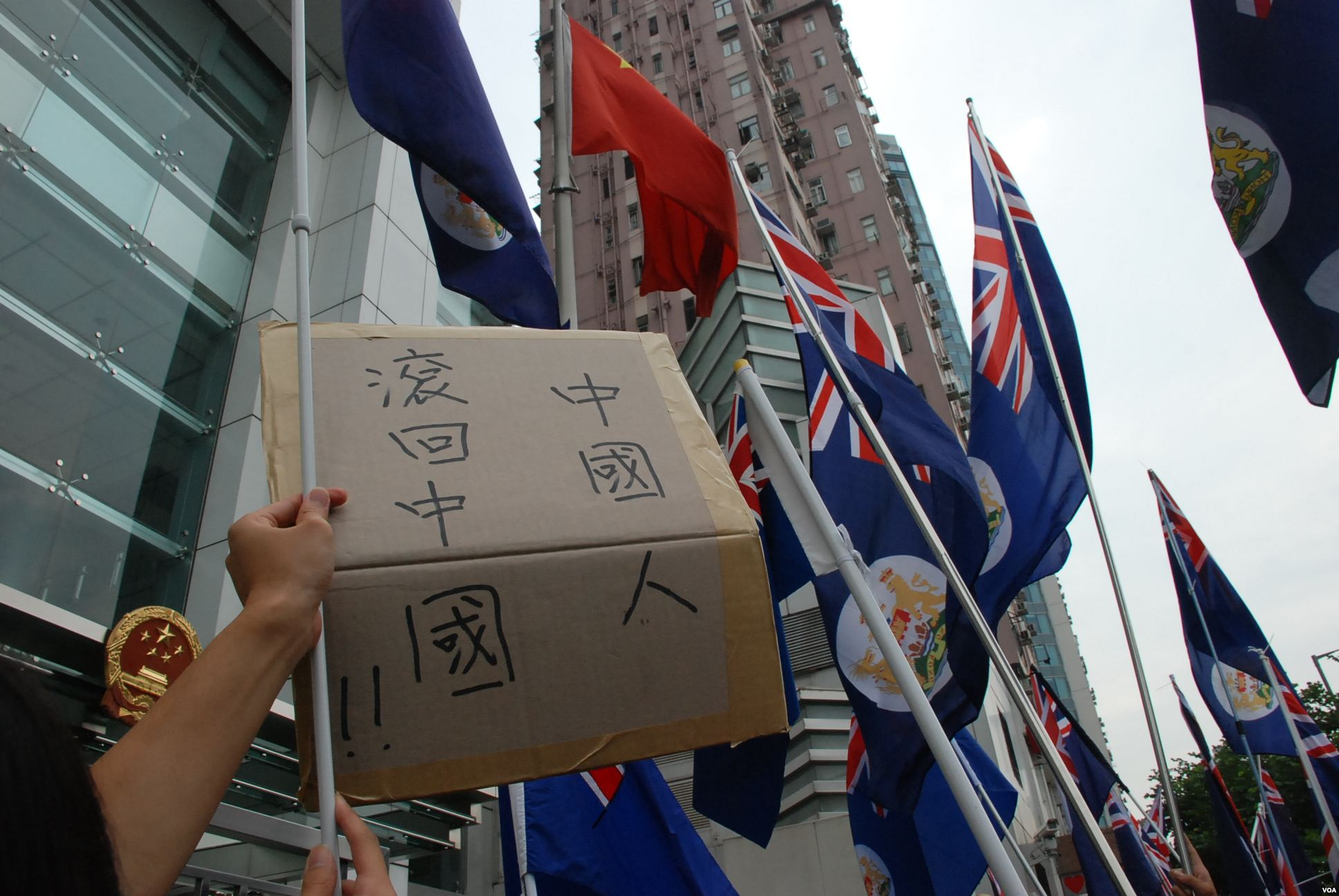
다수의 시위자는 중국인이 대중에게 폐를 끼치는 존재라고 판단하고 중국인이 즉각 중국으로 돌아갈 것을 요구하고 있다.

21세기 대한민국의 반중감정은 중국의 문화적·역사적 요구와 중국의 대대적인 부상으로 인한 안보 위기 의식이 만들어낸 것이다. 2020년 중국에서 전 세계로 급속히 확산된 신종 코로나바이러스와 2022년 러시아의 우크라이나 침공으로 인해 대한민국 국민의 반중, 반러 감정은 최고조에 달했다.

## 역사
현대적 의미에서의 반중 감정은 19세기 조선의 개혁주의자였던 개화당 과 독립협회와 같은 곳에서 시작됐다. 그들은 전통적인 보수주의자들의 '소중국' 이데올로기에 반대하고 '반중국적 조선 민족주의'를 지지했으며 '독립국가' 건설을 지지했다. 지금도 대한민국의 현대 자유주의자들과 현대 진보주의자들은 미국, 중국, 일본 등 열강으로부터 '대한독립'을 지지하고 있으며, 북한의 좌익 국가주의자들도 마찬가지로 이웃국가들로부터의 '독립'을 주장하고 있다. 이 때의 현대적인 의미에서 독립은 외부로부터의 간섭을 배제한다는 것에 가깝다. 예를 들면 주한미군으로부터 작전권을 환수 받는 것과 연결되어 있다.

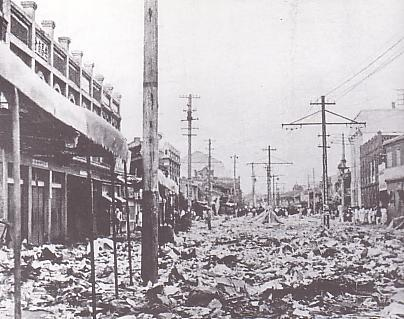
1931년 만보산사건 오보사건 이후 벌어진 평양화교학살 사건

1931년 일제강점기 당시 만주 만보산에서 중국인과 조선인 농민 사이에 분쟁이 일어났다. 이 사건은 조선언론에서 매우 선정적으로 다루었고, 조선인들의 반중 감정을 고조시키는 근원으로 작용했다. 7월 3일 인천에서 반중 폭동이 최초로 일어났으며 이후 전국 각지에서 유사한 사건들이 발생했다. 중국 소식통은 146명이 사망하고 546명이 부상했으며 상당한 수의 재산이 파괴되었다고 추정했다. 최악의 폭동은 7월 5일 평양에서 발생했다(1931년 평양화교 학살). 사건 당시 일본이 적극적으로 사건에 개입하지 않고 방관함으로써 일본인은 한국인의 반중감정에 상당한 영향을 미쳤다.
한국 전쟁(1950-1953)이 시작된 이후 1950년 10월부터 인민의용군은 북한과 함께 한국군과 유엔군에 맞서 싸웠다. PVA의 참전으로 인해 남한과 중국간의 관계는 적대적인 상태로 굳어졌다. 냉전이 진행되는 동안 자본주의 체제의 남한과 공산주의 체제의 중국은 서로 공식적인 관계가 이루어지지 않았는데, 1992년 8월 24일 서울과 베이징 간에 공식 외교 관계가 설정될 때까지 이러한 상태가 지속되었다.
현대 대한민국의 정치에서 반중감정은 좌-우 진영 모두에서 나타나지만, 진보 진영보다는 보수진영에서 더 강한 반중 감정이 나타난다. 대한민국의 보수주의자들 사이의 반중감정은 반공주의와 한국전쟁의 트라우마와 연관되어 있다.

### 최근 이력
2000년대 초에는 대한민국과 중국이 고구려사를 두고 각자의 역사라고 주장하면서 이로 인해 양국 간 긴장이 고조됐다. :9
대한민국의 반중 감정은 2002년 이후 꾸준히 증가하고 있다. 퓨글로벌태도프로젝트에 따르면 중국에 대한 호감도는 2002년 8%에서 2008년 3%로 꾸준히 하락한 반면, 중국에 대한 부정적인 시각은 2002년 71%에서 2008년 95%로 상승했다.
동아시아연구소의 여론조사에 따르면 중국의 영향력에 대한 긍정적인 의견은 2005년 9.2%에서 2009년 2%로 감소한 반면, 중국의 영향력에 대한 부정적인 의견은 2005년 87.9%에서 2008년 96%로 증가했다
2008년 올림픽 성화 봉송 서울 구간에서 6,000명 이상의 중국 학생이 시위대와 충돌했다. 시위의 폭력은 대부분 민족주의 중국인에 의해 발생했다. 중국 시위대는 베이징의 탈북자 처우와 티베트 독립운동 진압을 이유로 성화 봉송에 항의하는 현지 활동가들과 충돌했다. 서울 한복판에서 벌어진 이러한 폭력적인 충돌의 결과로 한국의 반중감정은 중국인들에게 큰 분노를 불러일으켰다. 법무부는 국적을 불문하고 시위대를 모두 처벌하겠다고 밝혔다. 한국 정부가 중국 유학생에 대한 비자 규정을 강화하고 있다.
2017년엔 대한민국 영토 내 사드(THAAD·고고도미사일방어체계) 배치와 관련해 중국이 한국에 대한 불매 운동과 같은 경제적 보복 조치를 시행했으며 이 같은 중국의 경제보복 조치로 인해 한국인들의 반중 감정이 고조됐다.

2018년 중국과학원이 실시한 연구에 따르면, 대한민국에서 중국에 대한 반감이 심화되고 있으며 대다수의 한국인들은 미국에 긍정적인 인상을 갖고 있는 반면 중국에 대해서는 부정적인 인상을 가지고 있는 것으로 나타났다 이 같은 결과는 2017년 중국과학원에서 발표한 연구와 상충된다. 2017년 연구에 따르면 대한민국은 중국과 러시아가 보복하는 상황에서는 반미 감정을 오랫동안 유지할 수 없을 것으로 분석했다. 하지만 2018년 연구 결과에 따르면 2013년 이후 대한민국의 20 대 청년층에서 중국을 위협으로 인식하는 경향이 60대 이상의 연령층에서 중국을 위협으로 인식하는 경향보다 더 높아져서 대한민국에서의 반중 감정은 세대와 정치를 초월하는 경향으로 나타나고 있다..2018년 연구는 대한민국 내의 반중 감정에 대한 원인으로 세 가지 원인을 꼽았는데 그것은 냉전 이념과 국수주의, 중국 위협론의 부상이다. 또한 대한민국 내 반중감정은 2004년 동북공정을 계기로 점차 확산하기 시작하였고 2017년 사드(THAAD· 고고도미사일방어체계) 배치 때 결정적으로 악화됐다고 분석했다.
2018년 서울대학교 통일평화연구원에서 발표한 여론조사에 따르면 대한민국 국민의 95%가 중국을 남북 평화에 가장 위협적인 국가로 인식한다는 결과가 나타났다. (북한 94%). 이 같은 결과는 2007년 해당 여론조사가 처음 시작된 이후 중국이 북한보다 큰 위협으로 인식된 첫 번째 사례이다.

## 반제국주의
중국의 민족주의 매체인 환구시보는 대한민국의 반중· 반일 감정이 중국과 일본 이라는 양대 강국에 대한 '열등감'이라고 주장한다. 환구시보가 주장하는 바에 따르면 중국과 일본은 강대국이지만 대한민국은 그렇지 않기 때문에 많은 한국인들이 항상 많은 국제분쟁에서 중국과 일본이 더 유리하다고 생각한다는 것이다. 그러나 대부분의 한국인들은 중국의 패권 추구와 제국주의 때문에 반중 감정이 야기되었다고 믿고 있다. 노동자연대를 비롯한 남한의 극좌 혁명적 사회주의자들조차 중국을 제국주의 국가로 비판한다. (한국은 오랫동안 중국과 일본 제국주의에 시달렸다. )
한국인들의 반제국주의 정서로 인해 한국 드라마는 중국인과 일본인을 부정적으로 묘사하는 경우가 많다. 일부 진보적 민족주의 매체들은 한국인들이 미국인, 중국인, 일본인에 대한 인종적 경멸을 사용하는 것은 민족주의 와 반제국주의적 표현에 대한 합법적인 반대의 표현이므로 인종차별주의자/인종차별이 아니라고 주장한다.
대한민국의 중도좌파 언론 매체인 <한겨레>는 대한민국의 반중감정이 중국의 '거칠고 비양심적인 애국주의' 때문에 생겨나는 것이라고 지적했다. 일부 한국인들은 중국의 경제력이 한국을 중국의 경제 식민지로 만들 것이라는 우려를 가지고 있다.

### 북한에서(조선민주주의인민공화국)
대한민국의 많은 전문가들은 북한과 중국간의 관계가 대한민국과 미국간의 관계와 다르다는 것을 강조하며, 이 같은 북한의 전략이 강대국으로부터 독립성과 주권을 매우 중요시하는 경향에서 비롯한다고 한다.
2018년 자유아시아방송(Radio Free Asia)의 보도에 따르면 북한 정부는 국민들 사이에서 반중감정을 조장하고 있다. 김정은은 종종 "일본은 100년의 적이지만 중국은 1000년의 적"이라는 말을 하는 것으로 알려졌다. 대한민국의 진보주의자들은 북한 정부가 미국보다 중국이나 일본을 더 두려워하기 때문에 북한 정부가 미국과 협력하기를 원한다고 믿는다.

### 문화 제국주의에 대한 반대
대한민국의 평론가들은 중국애 문화 제국주의적 요소가 있다고 주장한다. 중국은 한국 콘텐츠를 검열하는 동시에 한국의 역사적 인물들을 중국의 것으로 주장하는 등의 행동을 했다는 것이다.
2020년 10월 13일, 한국 K팝 그룹 방탄소년단(BTS)의 멤버 RM은 한국 전쟁에 대해 연설하면서 대한민국과 미국이 해당 전쟁에서 공통적으로 고통과 상실을 겪으며 서로의 역사를 공유하고 있다는 것을 이야기했다. 소셜미디어에서 중국인들은 방탄소년단이 한국전쟁 당시 중국의 역할을 생략한 것을 비판했다(한국전쟁 당시 중국은 의용군의 형식으로 북한을 지원하여 남한과의 전투에 도움을 주었다). 이에 대해 한국인들은 중국 국민들의 반응이 RM의 발언을 맥락 없이 상황을 과장하는 것으로 판단하여 반중감정이 대한민국 내에서 증폭되는 계기가 되었다.
2022 베이징 동계올림픽 기간 중 중국과 대한민국 사이의 관계가 악화됐다. 개막식에서 조선족(한국계 중국인) 출연자가 전통 한복을 입고, 다른 중국 내 55개 소수민족 출연자들도 각각의 전통 의상을 입은것이 대한민국 대중들 사이에서 논란을 촉발했다. 이같은 공연은 대한민국 대중들 사이에서 분노를 일으켰고 정치인들은 "문화적 침략"이라고 비판했다. 그리고 남자 1000m 스피드 스케이팅 경기에서 대한민국의 황대헌 과 이준서가 반칙을 범해 실격 처리된 사건 이후 관계가 더욱 악화됐다. 이후 대한민국은 국제빙상경기연맹(ISU)에 항의서를 제출했지만 ISU는 이를 거부했다. 대한체육회는 이후 스포츠중재재판소에 정식 항소를 제기했다. 서울에서는 중국대사관 앞에서 소규모 시위가 벌어졌고, 시위 도중 중국 국기를 내던지며 반중 구호를 외치는 모습이 목격됐다.

## 같이 보기
- 반중 감정
- 반러 감정
- 악의 축

## 참조
1. ↑  South Koreans Now Dislike China More Than They Dislike Japan. Posted on The New York times. Posted by choe sang-hun on August 20, 2021.
2. ↑  Understanding Korea's Hatred for China. Posted on Korea expose. Posted by Se-Woong Koo on Jan 31, 2022.
3. ↑  . Naver/Doosan Encyclopedia https://terms.naver.com/100.nhn?docid=59633. |제목=이(가) 없거나 비었음 (도움말)
4. ↑  , Springer |제목=이(가) 없거나 비었음 (도움말)
5. ↑  Gries, Peter Hays (2005). “The Koguryo controversy, national identity, and Sino-Korean relations today”. 《East Asia》 22 (4): 3–17. doi:10.1007/s12140-005-0001-y. ISSN 1096-6838.
6. ↑  World Public Opinion surveys, 2002–2008 www.worldpublicopinion.org
7. ↑  East Asia Institute Foreign Perception Survey 2005–2009, some in collaboration with BBC World Service Polls 2005–2008 www.eai.or.kr
8. ↑  Donga Monthly.
9. 1 2  Song Sang-ho (2010년 4월 4일). “Chinese student faces arrest for Seoul torch relay violence”. 《The Korea Herald》. 2012년 5월 19일에 원본 문서에서 보존된 문서. 2023년 5월 3일에 확인함.
10. 1 2  Lee, Gil-seong (이길성); Won, Jeong-hwan (원정환) (2008년 4월 29일). [Seoul bruised by the Chinese mob's organized assaults] |번역제목=은 |제목=을 필요로 함 (도움말). 《The Chosun Ilbo》.
11. ↑  [Chinese protesters' violence… Growing 'criticism'in Korea] |번역제목=은 |제목=을 필요로 함 (도움말). JKSTARS.COM. 2008년 4월 28일. 2014년 9월 10일에 원본 문서에서 보존된 문서.
12. ↑  Song Sang-ho (2010년 4월 4일). “Seoul to punish Chinese torch demonstrators”. 《The Korea Herald》. 2012년 5월 19일에 원본 문서에서 보존된 문서. 2023년 5월 3일에 확인함.
13. ↑  Shin Jeong-won (2008년 4월 30일). Newsis https://news.naver.com/main/read.nhn?mode=LSD&mid=sec&sid1=102&oid=003&aid=0002072514. |제목=이(가) 없거나 비었음 (도움말)
14. ↑  Beijing's Anti-THAAD Moves Sour China Views in South Korea. Posted by Brian Padden on March 21, 2017.
15. ↑  《중앙일보》. 2019년 1월 14일 https://news.joins.com/article/23286465. 2019년 8월 7일에 확인함. |제목=이(가) 없거나 비었음 (도움말)
16. ↑  “China, not North Korea, is biggest threat to peace, South Koreans say”. 《South China Morning Post》 (영어). 2018년 10월 3일. 2019년 7월 14일에 확인함.
17. ↑  조선일보 (2022년 2월 9일). “한국의 반중 여론에 中매체 "중·일 강대국 그늘서 생긴 열등감"”. 《조선일보》. 2022년 2월 9일에 확인함.
18. ↑  https://wspaper.org/article/13329
19. ↑  Oh In-gyu ed. (2016). Hallyu Consumption through Overcoming Nationalism - Japanese and Chinese Reaction to Anti - Japanese and Anti - Chinese Content within Hallyu TV Dramas. Korea Institute of Science and Technology Information.
20. ↑  “광화문에서 성조기와 이스라엘기를 흔드는 이들에게”. 프레시안. 2019년 5월 10일. 2023년 3월 1일에 확인함.
21. ↑  “‘반중’ 올라탄 대선후보들…이재명 “불법어선 격침” 발언까지”. 《한겨레》. 2022년 2월 10일. 2023년 4월 1일에 확인함.
22. ↑  “오피니언 | 한국이 중국의 금융 식민지 되나”. 《중앙일보》. 2015년 5월 6일. 2023년 4월 1일에 확인함.
23. ↑  Kim Eung-seo, eds. (2012). Study on the Decision of North Korea`s Self-Reliance Foreign Policy in the mid-1960s. Korea Institute of Science and Technology Information.
24. ↑  이금희, eds. (2012). 중국 학계의 북한 자주외교노선 수립에 대한 인식과 북 · 중 관계. DBpia.
25. ↑  “북, 주민들에 반중감정 고취”. Radio Free Asia. 2018년 1월 4일. 2023년 3월 19일에 확인함.
26. ↑  “"중국은 1000년의 적이다"…멀어지는 북중관계?”. MBN. 2016년 3월 29일. 2023년 3월 19일에 확인함.
27. ↑  “폼페이오 “김정은, 주한미군 원해”…박지원 “김정일도 그랬다””. Kukmin Ilbo. 2023년 1월 26일. 2023년 3월 19일에 확인함.
28. ↑  “The Korean Wave's Rocky Road in China”. 《thediplomat.com》 (미국 영어). 2023년 3월 12일에 확인함.
29. ↑  “A Korean Poet Is the Latest Example of China's 'Cultural Imperialism'”. 《The Diplomat》 (미국 영어). 2023년 3월 12일에 확인함.
30. ↑  “Chinese fans upset by BTS' Korean War remark: Report”.
31. ↑  “'Nation before idols': Chinese netizens boycott BTS for hurting their feelings over Korean War comment”.
32. ↑  “China Backs off from Fight with K-Pop Fans”.
33. ↑  “South Korea irked over 'Korean traditional dress' in Beijing Winter Games ceremony”. 《CNA》. 2022년 1월 5일. 2022년 11월 30일에 원본 문서에서 보존된 문서. 2022년 1월 5일에 확인함.
34. ↑  Houston, Michael (2022년 2월 8일). “South Korea to appeal to CAS over short track refereeing at Beijing 2022”. 《Inside the Games》. Dunsar Media Ltd. 2022년 2월 8일에 확인함.
35. ↑  Young, Jin Yu; Draper, Kevin (2022년 2월 8일). “South Korea appeals the disqualification of two short-track speedskaters.”. 《The New York Times》.
36. ↑  Houston, Michael (2022년 2월 8일). “South Korea to appeal to CAS over short track refereeing at Beijing 2022”. 《Inside the Games》. Dunsar Media Ltd. 2022년 2월 8일에 확인함.
37. ↑  TRTWorldNow.  (트윗) (영어) https://twitter.com/. |제목=이(가) 없거나 비었음 (도움말); |번호=가 없거나 비었음 (도움말); |날짜=가 없거나 비었음 (도움말)